# يوبا الأول
يُوبا الأول (85–46 ق. م.) هو آخر ملوك نوميديا (حكم 60–46 ق. م.). خَلَفَ أباه الملك يَمسال الثاني. هو أب يوبا الثاني ملك موريطانيا. حاليا هو من نسل الملك مَسِنيسا (ت 148 ق. م.).
ولد يوبا الأول بمدينة هِبُّو (عنابة حاليا) ونشأ فيها.

## حياته
وقد ورث يوبا حكم أبيه همبسال الثاني، فحافظ على سياسته وطريقة إدارته وتسيير الحكم وتدبيره حتى مقتله سنة 46 ق. م. يعتبر يوبا الأول آخر ملك نوميدي مستقل، وبعده ستصبح نوميديا مقاطعة مستعمرة تابعة مباشرة للحكومة الرومانية.
بعد وفاة الجد الأكبر المقاوم الملحمي يوغرطة قسمت مملكته إلى قسمين: مملكة موريطانيا الطنجية يتولاها بوكوس الأول، بينما المملكة الثانية موريطانيا القيصرية يتولى حكمها الملك كودا الذي كان رجلا معتوها ومتخلفا عقليا، فسلم هذا الأخير الحكم لابنه المثقف الملك هيمبسال الثاني الكاتب والأديب والشغوف بالعلم استفاد في ذلك من مكتبة أسلافه من العلماء الفينيقيين والقرطاجنيين واليونانيين، ونهل الكثير من مكتبة قرطاجنة الزاخرة بالكتب الثمينة ومصنفات المعارف الأدبية والعلمية والفنية؛ ولكن جميع المؤلفات التي كتبها «هيمپسال الثاني» ضاعت ولم تصل إلينا. وبعد وفاة الملك «هميپسال الثاني»، تولى ابنه يوبا الأول عرش أبيه. ويعني هذا، أن «يوبا الأول» هو حفيد يوغرطة، ومن مواليد سيرتا (قسنطينة حاليا بالجزائر) ومن حكام مملكة مازيلة حيث أسس فيها مملكة عاصمتها سيرتا. وقد ورث يوبا حكم أبيه هيمبسال الثاني، فحافظ على سياسته وطريقة إدارته وتسيير الحكم وتدبيره حتى مقتله سنة 46 ق.م. ويعتبر يوبا الأول آخر ملك نوميدي مستقل، وبعده ستصبح نوميديا مقاطعة مستعمرة تابعة مباشرة للحكومة الرومانية.
ومن باب الفائدة ليس إلا، فإن كلمة «يوبا» أو «جوبا» في مدلولها اللغوي لا تعني اسما علما أو اسما شخصيا أو عائليا، وإنما يطلقها البربر على العاهل وهو مرادف «أگليد» (أجدجيذ بالريفية) أي الملك، ويجمع على «إگليدن» وهو في أصل لفظه يعني نفس مدلول الكلمة العربية: الجبة.[بحاجة لمصدر]

## تطور مقاومة يوبا الأول

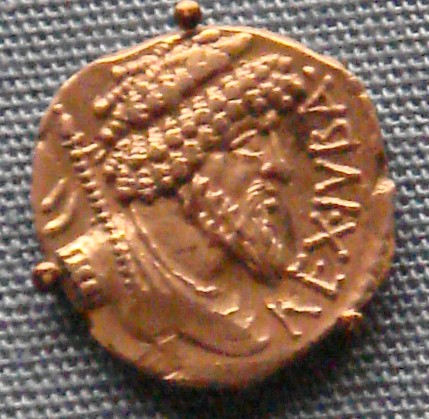
عملة عليها صورة الملك يوبا الأول

عاش «يوبا الأول» في المرحلة اللاتينية التي تميزت بسيطرة القوات الرومانية على ممالك شمال أفريقيا، واستعداد هذه القوات الرومانية لاحتلال شمال إفريقيا بكاملها من الشرق حتى الغرب، مع إظهار النية السيئة في تطويق الممالك البربرية وتسييجها بخط الليمس لفصل أفريقيا النافعة عن غير النافعة وطرد المقاومين خارج السد الأمني، واستغلال كل ماهو داخل نطاق هذا الخط الأمني لصالح أباطرة روما ومعمري شمال أفريقيا ورجال كنيستها.
وكان لما يقع في روما من فتن وأحداث دامية وما يجري فيها من إحن وصراعات سياسية وعسكرية، وما تعرفه من قلاقل وثورات وانقلابات له أثر كبير وصدى سلبي ينعكس على سياسة شمال أفريقيا وتوجيه سياستها الداخلية والخارجية، ففي أواسط«القرن الأول ق.م شهدت الممالك البربرية تطورات خطيرة، عكست مدى تبعيتها لروما ووقوعها في فخ سياستها، ذلك أنه بعد موت» الدكتاتور سيلا«ساد فراغ سياسي في روما نتيجة ضعف مجلس الشيوخ، فبرز ثلاثة زعماء طموحين في الساحة، مما أفضى إلى نزاع بينهم انتهى بسيطرة قيصر على الحكم سنة 48 ق.م. وقد امتدت تأثيرات هذه التطورات إلى شمال أفريقيا، التي كانت دائما أحد ميادين تصفية الحسابات السياسية الرومانية، إذ تحالف الملوك البربر النوميد مع فرقاء الصراع الروماني، مما جر ويلات كثيرة على الدول البربرية.»
وعلى أي، فقد عايش يوبا الأول الحرب الأهلية الإيطالية التي كانت رحاها تدور في شوارع روما خاصة بين القائدين الرومانيين الكبيرين:«يوليوس قيصر»، و«پومبيوس Pompeius» من أجل الاستيلاء على السلطة. فكان لابد للملوك البربر في شمال أفريقيا أن يحددوا ولاءهم لقائد من هذين القائدين، وأن يتحالفوا مع واحد ضد الآخر، وأن يقدموا له كل المساعدات المادية والمعنوية والبشرية والعسكرية حتى يحافظوا على ملكهم في نوميديا، ويستفيدوا من الجوائز والهبات والامتيازات والاستيلاء على ممالك جيرانهم. زد على ذلك، أنه من الواجب أن يدافعوا عن ممالكهم ضد الغزاة الرومان؛ لأن القوات اللاتينية متجمهرة في عدة مراكز حدودية وعسكرية، وقد استنفر القواد حشودها المنظمة في عدة فيالق مدربة على أحدث الأسلحة الحديدية، ومنظمة أحسن تنظيم عسكري في العالم في تلك الفترة من التاريخ القديم، ومحصنة بطريقة عتيدة في قلاع وثغور شمال أفريقيا تراقب كل تحركات الممالك النوميدية والموريتانية بشكل دقيق ومخطط، منتظرة الفرصة السانحة للانقضاض على ملوك نوميديا للتنكيل بهم والإيقاع بهم إما ذلا وأسرا وإما خسفا وهلاكا.
وفي خضم هذه الحرب الأهلية التي نشبت بين هذين القائدين الكبيرين، ارتضى «يوبا الأول» أن يتحالف مع القائد بومپيوس وصديقه الملك «ماسينيسا الثاني»؛ لأنه كان يعرف مسبقا نوايا يوليوس قيصر وأطماعه الخفية والمعلنة في شمال أفريقيا، وطريقته المستبدة في إدارته لمنطقة شمال إفريقيا واستعماله للشدة والقسوة في تسييره لممالك هذه المنطقة. لذلك رفض الملك «يوبا الأول» التحالف مع قيصر الروم لامن قريب ولا من بعيد، بينما الملكان الموريتانيان بوگود الثاني وبوگوس الثاني اختارا التحالف مع يوليوس قيصر طمعا في الامتيازات وخوفا من بطش يوليوس القيصر المتجبر. وكان النصر في الأخير للقيصريين على حساب القائد پومپيوس المنهزم أمام القوات القيصرية المتحالفة مع القوات البربرية العاتية.
وقبل ذلك، لقد ارتضت القوات الرومانية القيصرية النزول السريع بتونس في «رأس بون» سنة 49ق.م، فحاصرت مدينة «أوتيكا» التي لم تحرر إلا من قبل الملك «يوبا الأول»، وقد نال هذا العمل الرائع إعجاب القائد الروماني بومپيوس ورضاه الكبير، فشجعه على مواصلة القتال حتى النفس الأخير. بيد أن القوات القيصرية ستحط ركابها وتنزل عتادها مرة أخرى في شواطئ أفريقيا. وبالتالي، ستحاصر فيالق القيصر قوات «يوبا الأول» من كل الجهات مدعّمة بالجيش النوميدي. فاضطر «يوبا الأول» للتراجع نحو عاصمته بون عنابة حاليا، ولكنه لم يرض بالفرار والتراجع، فاختار ميتة شريفة عن طريق المبارزة مع العدو في ساحة القتال والشرف بدلا من أن يؤخذ أسيرا ذليلا إلى روما. وكانت هذه الفترة تسمى في التاريخ القديم بعصر الجمال الذي«ظهرت بوادره خلال المائة سنة التي سبقت التاريخ الميلادي؛ وبالتحديد في سنة 46 ق.م خلال معركة تابسوس (رأس الديماس)؛ التي دارت بين يوليوس قيصر روما والملك النوميدي يوبا الأول؛ الذي تحالف مع خصم سيزار اللدود بومپيي (پمپايوس).».
وعليه، فقد اندلعت حرب الحلفاء سنة 48 ق.م في شمال أفريقيا، وشاركت فيها قوات يوبا الأول مع قوات پومپيوس وقوات ماسينيسا الثاني، ولكنها انهزمت هزيمة شنعاء أمام التحالف الثلاثي الذي كان يتكون من جيش قيصر وجيش بوگود الثاني. فتعرضت قوات يوبا للهلاك الفظيع، ولحق مملكته دمار هائل وخراب كبير. وتمكن يوبا الأول من الفرار بعد أن وجد نفسه وحيدا في المعركة مع قلة من جيشه المنهوك من شدة المواجهة الشرسة والمقاومة العتيدة.
وقد نتج عن هذا الموقف التراجيدي الذي يتمثل في الهزيمة والخسران إحساس يوبا الأول بالعزلة عن أسرته وجيشه. فقرر يوبا الانتحار بطريقة غريبة قوامها الإباء والشرف والشجاعة والموت في ساحة الحرب بدلا من الفرار والتراجع عن مبادئه السامية التي كان يؤمن بها ويؤمن بها كل بربري حر وشهم. لذلك، دعا للمبارزة آخر رفيق وجده بجنبه، وهو قائد روماني، فتضاربا إلى أن أردى كل منهما الآخر قتيلا في 46 قبل الميلاد.
ولما توفي يوبا الأول ترك ولدا صغيرا في الخامسة أو السابعة من عمره يسمى يوبا الثاني الذي ولد في مدينة عنابة، فأسره يوليوس قيصر فحمله معه إلى روما، ثم نشأ الفتى بعد ذلك في كنف الإمبراطور أغسطس خلف قيصر الذي ساعده على طلب العلم في عدة مدارس ومعاهد رومانية وأجنبية إلى أن صار مثقفا كبيرا يشهد له بالعلم الواسع أعداؤه قبل أصدقائه.
ونظرا لثقافة يوبا الثاني الموسوعية وكفاءته في التسيير الإداري ووفائه وإخلاصه للقيصر الروماني، نصبه أغسطس ملكا على موريتانيا القيصرية غرب الجزائر وزوجه ملكة سيليني (Selené) ابنة الإمبراطورة الرومانية كليوباترا المصرية وأنطوان ليبقى حليفا مواليا طائعا للرومان في شمال أفريقيا. فكانت المفارقة «أن رعايا يوبا الثاني كانوا يقدسونه ويمقتونه في آن واحد».
وعلى العموم، فبعد انتحار يوبا الأول، تحولت مملكته نوميديا الشرقية إلى مقاطعة رومانية أطلق عليها أفريقيا الجديدة، بينما كوفئ بوگوس الثاني من قبل القيصر بضم جزء من نوميديا الغربية إلى مملكته، في ذات الوقت خلقت دويلة في قلب نوميديا لتكون حاجزا عسكريا استراتيجيا أعطيت لمغامر عسكري إيطالي يدعى ستيپوس للفصل بين أفريقيا الجديدة ومملكة موريطانيا القيصرية.
هكذا أسفرت التطورات السالفة عن إعادة رسم الخريطة السياسية لإفريقيا الشمالية وفق مصالح روما، وبالتالي، وضعت الأسس لخططها المستقبلية، إذ نجد قيصر يشرع في توطين الفقراء وقدماء الجنود الرومان في ولاية أفريقيا القديمة (شمال تونس)، الشيء الذي ينم عن إرادته في خلق قاعدة اجتماعية لحكمه الفردي، وهو ما أفضى إلى اغتياله سنة 44 ق.م".
وعلى أي حال، فبهزيمة يوبا الأول في معركة التحالف البربري–الروماني فقدت نوميديا استقلالها السياسي سنة 46 ق.م بعد قرن من ذكرى احتلال قرطاج في 146 ق.م على أيدي الرومان بتحالف مع قوات ماسينيسا الأول. وبالتالي، فقد دخلت نوميديا بصفة خاصة و«أفريقيا الشمالية» بصفة عامة بشكل مباشر في ظل الحكم الروماني لتصبح نوميديا مقاطعة تابعة للعاصمة المركزية روما، ليبدأ عهد جديد بعد فترة التمهيد والتوطئة الاستعمارية هو عهد التوطين وإرساء الحكم الروماني إداريا وسياسيا واقتصاديا.
بيد أن الاستقرار في نوميديا لن يكون أمرا سهلا؛ وإنما سيفرز حتما ودوما عدة مقاومات عسكرية وثقافية واجتماعية ستعكر صفو أباطرة الرومان الذين سوف لن ينعموا أبدا بسعادة الانتصار وثمار الاستغلال وزهو السيطرة حتى تنتهي شوكتهم بدخول الوندال والبيزنطيين والفاتحين المسلمين.

## إنجازاته
من أهم ما يعرف عن «يوبا الأول» أنه كان شديد الحقد على قوات الحكومة الرومانية التي كانت تستهدف السيطرة على شمال أفريقيا وإذلال مملكة نوميديا وتركيع البربر ورومنتهم من أجل استغلال أراضيهم واستنزاف ثرواتهم والاستيلاء على ممالكهم وتخصيصها للمعمرين الرومان لكي يستفيدوا منها. ولكن «يوبا الأول» لم يرض بهذه السياسة العدوانية التي تكرس الهيمنة الرومانية على حساب حقوق البربر. لذلك شكل جيشا بربريا عتيدا من المشاة والفرسان ونظمهم بطريقة حديثة مستوحيا في ذلك الطرائق العسكرية الرومانية واليونانية والقرطاجنية في التحصين والمجابهة والمبارزة والهجوم والدفاع، وكل هذا من أجل الاستعداد لكل مواجهة محتملة ضد الرومان. وكان «يوبا» على علم تام بكل نوايا القياصرة الاستعمارية. فكان يعد دائما كل ما يتوفر عليه من قوة مادية وبشرية لملاقاة القوات الرومانية المتغطرسة في بحر الروم أو ما يسمى أيضا بحوض البحر الأبيض المتوسط خاصة بعد انتصار الرومان على مملكة قرطاج وتخريبها بشكل نهائي.
وقد عمل «يوبا الأول» جاهدا من أجل توحيد نوميديا تحت رايته من أجل خلق «مملكة بربرية» قوية في وسط شمال أفريقيا على غرار مملكة ماسينيسا القوية لا يمكن أن تضعضع من قبل القوات المباغتة لبلاد نوميديا. يعرف عن «يوبا الأول» أنه كثير الغيرة على وطنه وساكنة نوميديا وسيادة وطنه ومملكته لهذا سك «يوبا الأول» عملته النقدية البربرية المحلية متأثرا في ذلك بالعملة الرومانية والدليل على ذلك أن العملة كانت بها كتابات وخطوط لاتينية. كما جعل لمملكته راية خاصة وشعارا خاصا هو البرنوس الأحمر الدال على النضال والكفاح والتضحية من أجل الوطن. وكان يمنع الضباط الرومانيين من لبس البرنس الأحمر لأن هذا البرنس شعار البربر كما أنه كان لباسه الخاص في كل المناسبات الرسمية وغير الرسمية وكان أيضا شعاره المفضل في الحروب التي كان يخوضها ضد الغزاة الروم ومن جهة أخرى عرفت مملكة «يوبا الأول» رخاء اقتصاديا كبيرا بفضل الموقع الاستراتيجي الذي كانت تحتله مدينة بونة (عنابة) الساحلية باعتبارها مرفأ تجاريا مهما إلى جانب كونها منطقة فلاحية خصبة ومدينة صناعية غنية بالثروات تنتعش فيها الزراعات المتوسطية، وفي نفس الوقت يزدهر فيها الصيد البحري وصناعة القوارب والسفن البحرية والحربية.